# Camaija trivialis
Camaija trivialis är en insektsart som beskrevs av Young 1977. Camaija trivialis ingår i släktet Camaija och familjen dvärgstritar. Inga underarter finns listade i Catalogue of Life.